# Wiek Nowy
Wiek Nowy – polski dziennik popołudniowy ukazujący się we Lwowie w latach 1901–1939.

## Historia

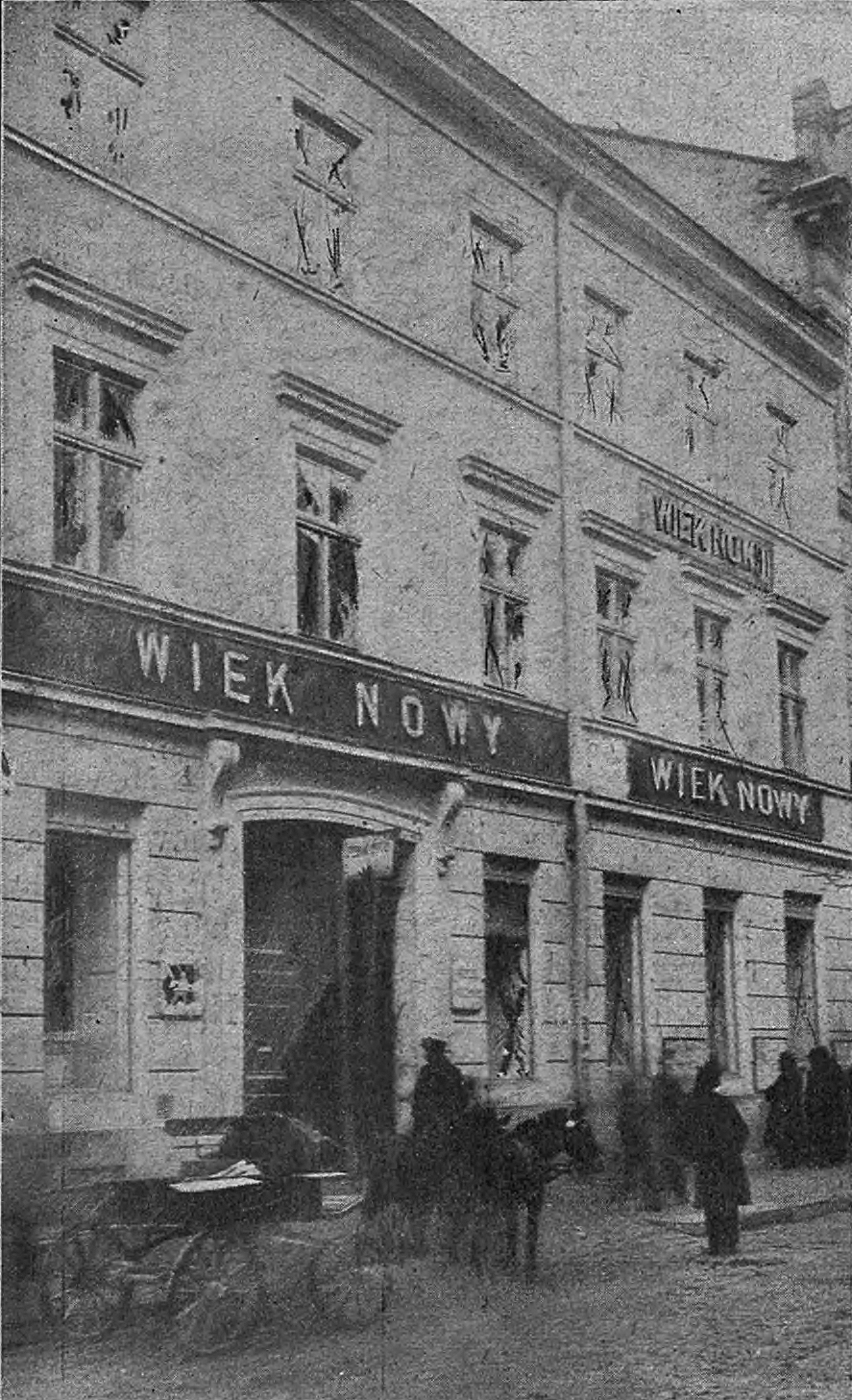
Siedziba redakcji „Wieku Nowego” (1913)

Wydawcą i przewodniczącym spółki wydającej „Wiek Nowy” był Hipolit Śliwiński (1866-1932). Założycielem i redaktorem naczelnym przez cały okres istnienia dziennika był Bronisław Laskownicki. Redakcja mieściła się przy ul. Sokoła 4.
Dziennik wzorowany był na założonej o rok wcześniej wiedeńskiej „Kronen-Zeitung”, której nazwa pochodziła nie od korony cesarskiej, lecz od ceny wynoszącej 1 koronę. W roku 1912 „Wiek Nowy” osiągnął nakład 20 tys. egzemplarzy, w latach 1920–1939 wynosił 40 – 80 tysięcy.
Dziennik powstał jako organ demokratów galicyjskich, potem demokratyczno-liberalnego Polskiego Stronnictwa Postępowego, podczas wojny popierał powstały w roku 1914 Naczelny Komitet Narodowy, po przewrocie majowym 1926 poparł rządy sanacji. Dziennik ukazywał się również w okresie I wojny światowej. W okresie II wojny światowej ukazywał się do wkroczenia do Lwowa Armii Czerwonej.
W okresie międzywojennym dziennik ukazywał się w godzinach popołudniowych i kosztował 15 groszy. Dodruk wieczorny kosztował 10 groszy.
Z dziennikiem współpracowali wybitni pisarze. Andrzej Strug publikował w latach 1912–1913 w odcinkach powieść satyryczną Zakopanoptikon. O sztuce pisała Janina Kilian-Stanisławska, matka scenografa Adama Kiliana. Gabriela Zapolska pisała w latach 1910–1913 felietony i recenzje teatralne. Recenzje muzyczne pisali Zdzisław Jachimecki i Jan Karol Gall, swój debiut poetycki ogłosiła w roku 1921 Zofia Bohdanowiczowa, Bruno Jasieński nadsyłał korespondencje z Paryża, a felietony satyryczne publikował Wiktor Budzyński.